# Tofiq Musayev (Diplomat)
Tofiq (Tofig) Fuad oğlu Musayev (* 11. September 1969 in Baku, Aserbaidschanische SSR) ist ein aserbaidschanischer Diplomat, der seit 2025 Ständiger Vertreter bei den Vereinten Nationen ist.

## Leben
Tofiq Fuad oğlu Musayev absolvierte nach dem Schulbesuch ein Studium der Rechtswissenschaften an der Staatlichen Universität Baku, welches er mit einem Bachelor beendete. Ein postgraduales Studium der Fachrichtung Internationale Menschenrechte an der University of Essex schloss er mit einem Master of Laws (LL.M.) ab. Er war zwischen 1993 und 1997 Mitarbeiter der Abteilung Verträge und Recht des Außenministeriums sowie im Anschluss von 1997 bis 2001 der Ständigen Vertretung beim Büro der Vereinten Nationen in Genf. Nach seiner Rückkehr war er im Außenministerium zwischen 2001 und 2004 stellvertretender Leiter der Abteilung Völkerrecht und Verträge und zeitgleich Leiter der Unterabteilung Menschenrechte und humanitäres Völkerrecht sowie im Anschluss von 2004 bis 2008 stellvertretender Leiter und zuletzt Leiter der Abteilung für außenpolitische Planung und strategische Studien. Daraufhin war er zwischen 2008 und 2014 Botschaftsrat und stellvertretender Ständiger Vertreter bei den Vereinten Nationen in New York City, wobei Aserbaidschan in dieser Zeit von 2012 bis 2014 nichtständiges Mitglied im Sicherheitsrat der Vereinten Nationen war.
Im Anschluss fungierte Musayev von 2014 bis 2016 als Leiter der Abteilung für Regionalen Sicherheit im Außenministerium sowie zwischen 2016 und 2019 erst als Botschaftsrat an der Ständigen Vertretung bei den Vereinten Nationen in New York City, ehe er von 2019 bis 2025 abermals stellvertretender Ständiger Vertreter bei den Vereinten Nationen in New York City war. Am 4. Februar 2025 überreichte er dem Generalsekretär der Vereinten Nationen António Guterres seine Akkreditierung als neuer Ständiger Vertreter bei den Vereinten Nationen in New York City.